# Plants vs. Zombies: Battle for Neighborville
Plants vs. Zombies: Battle for Neighborville é um jogo de tiro em terceira pessoa desenvolvida pela PopCap Games e publicado por Electronic Arts para Microsoft Windows, Xbox One, PlayStation 4 e Nintendo Switch. É a terceira entrega principal da série de jogos spin-off Plants vs. Zombies: Garden Warfare. O jogo foi lançado em 2019, o jogo foi lançado em setembro de 2019 como acesso antecipado antes do seu lançamento completo em outubro de mesmo ano. Recebendo geralmente criticas positivas em seu lançamento.

## Jogabilidade
Similar aos seus predecessores, Plants vs. Zombies: Battle for Neighborville é um jogo de tiro em terceira pessoa, no qual os jogadores assumem o controle das Plantas ou dos Zumbis em diversos modos cooperativos multijogador. O jogo apresenta 23 personagens personalizáveis, sendo nove delas novas para a franquia. Essas personagens são classificadas em quatro classes: ataque, defesa, suporte e enxame. A classe enxame permite que jogadores da mesma classe se combinem quando lutam contra inimigos. Os jogadores podem competir uns contra os outros em vários modos multijogador competitivos, como Arena, Operações de Jardim e Cemitério, Derrota por Equipes, Domínio de Território, entre outros. O jogo também inclui modo jogador contra ambiente (PvE), nos quais os jogadores podem explorar, coletar itens e completar objetivos.A tela dividida também está disponível para todos os modos.

## Recepção
Plants vs. Zombies: Battle for Neighborville recebeu críticas positivas. No site de agregação de críticas, Metacritic, a versão do jogo para Xbox One recebeu uma pontuação de 76/100, enquanto as versões para PS4 e PC receberam uma pontuação de 77/100, indicando "críticas geralmente favoráveis". Destructoid deu à versão do PlayStation 4 uma pontuação de 7.5/10, mencionando que o jogo "não se esforça para superar as expectativas, mas é um jogo bobo, estranho e alegre, um que me alegra que tenha recebido luz verde". GameRevolution deu à versão de PC 3/5 estrelas, mencionando que "infelizmente, além de sua oferta mais robusta [de Plants vs. Zombies] e novos personagens únicos, a maioria das outras mudanças feitas em Plants vs. Zombies: Batalha por Neighborville não foram para melhor". 